# Carl Ferdinand Cori
Carl Ferdinand Cori (Praga, Imperi Austrohongarès 1896 - Cambridge, EUA 1984) fou un bioquímic i professor universitari estatunidenc, d'origen txecoslovac, guardonat amb el Premi Nobel de Medicina o Fisiologia l'any 1947.

## Biografia
Va néixer el 5 de desembre de 1896 a la ciutat de Praga, en aquells moments població situada a l'Imperi Austrohongarès però que avui dia forma part de la República Txeca. Va passar la seva infància a la ciutat de Trieste, però el 1914 ingressà a la Universitat Carolina de Praga per estudiar bioquímica, on conegué Gerty Theresa Radnitz, que es convertiria en la seva esposa. Ambdós interromperen els seus estudis per la Primera Guerra Mundial, on Carl serví a l'exèrcit en el cos sanitari, i es llicenciaren el 1920, treballant posteriorment en diverses clíniques de Viena.
El 1922 emigraren als Estats Units, aconseguint la ciutadania nord-americana l'any 1928. L'any 1931 acceptà el seu nomenament com a professor de farmacologia de la Universitat Washington a Saint Louis (Missouri), esdevenint el 1942 professor de bioquímica. L'any 1967 es traslladà a la Universitat Harvard i el 20 d'octubre de 1984 va morir a la ciutat de Cambridge, situada a l'estat nord-americà de Massachusetts.

## Recerca científica
Convidat per Otto Loewi es traslladà a Graz per estudiar l'efecte del nervi vague en el cor, investigació per la qual Loewi fou guardonat amb el Premi Nobel de Medicina l'any 1936.
L'any 1922 es traslladà als Estats Units per esdevenir membre del grup de recerca de malalties infeccioses al Roswell Park Cancer Institute de Buffalo. Al costat de Gerty Cori va realitzar investigacions sobre el metabolisme de l'hidrat de carboni i la glucosa, cosa que els va conduir a definir el cicle de Cori l'any 1929. L'any 1947 ambdós foren guardonats amb la meitat del Premi Nobel de Medicina o Fisiologia per la seva recerca sobre la conversió catalítica del glucogen, premi compartit amb el metge argentí Bernardo Alberto Houssay.
Durant la seva estada a la Universitat Harvard orientà la seva investigació al camp de la genètica, treballant a l'Hospital General de Massachusetts.

## Reconeixements
En honor seu s'anomenà l'asteroide (6175) Cori descobert el 4 de desembre de 1983 per Antonín Mrkos.